# Urban Eldh
Gösta Sverker Urban Eldh, född 3 maj 1944 i Örgryte, död 3 mars 2025 i Göteborg, var en svensk skådespelare.

## Filmografi
- 1972 – Rävspel (TV-serie)
- 1980 – Lycka till (TV-serie)
- 1990 – Bulan
- 1990 – Gränslots
- 1992 – Stortjuvens pojke
- 2007 – Nina Frisk
- 2008 – Irene Huss – Glasdjävulen
- 2008 – Vi hade i alla fall tur med vädret igen!
- 2009 – Playa del Sol (TV-serie)

## Teater

### Roller
| År   | Roll     | Produktion                                            | Regi              | Teater      |
| ---- | -------- | ----------------------------------------------------- | ----------------- | ----------- |
| 1993 |          | Andorra Max Frisch                                    | Thomas Müller     | Dalateatern |
| 1997 | Vladimir | I väntan på Godot (En attendant Godot) Samuel Beckett | Kim Dambæk        | Dalateatern |
| 1998 |          | Kvinnan som gifte sig med en kalkon Gunilla Boëthius  | Yngve Sundén      | Dalateatern |
| 1999 |          | Paradiset Martin Lindberg                             | Martin Lindberg   | Dalateatern |
| 2003 |          | Stormen (The Tempest) William Shakespeare             | Patrik Pettersson | Dalateatern |

### Fotnoter
1. ↑  ”Urban Eldh”. Svensk Filmdatabas. http://sfi.se/sv/svensk-filmdatabas/Item/?type=PERSON&itemid=180791&iv=OVERVIEW. Läst 3 augusti 2012.
2. ↑  Ingegärd Waaranperä (19 september 1993). ”Andorra! tickar mot smällen”. Dagens Nyheter. https://www.dn.se/arkiv/teater/andorra-tickar-mot-smallen/. Läst 5 mars 2022.
3. ↑  Lars-Olof Franzén (25 februari 1997). ”Kort dialog under månen. Kim Dambeak redovisar snarare än tolkar pjäsen 'I väntan på Godot'”. Dagens Nyheter. https://www.dn.se/arkiv/teater/kort-dialog-under-manen-kim-dambeak-redovisar-snarare-an-tolkar-pjasen-i-vantan-pa-godot/. Läst 23 januari 2022.
4. ↑  Pia Huss (7 april 1998). ”Högt i fantasitaket på teatern. Allt fler regissörer och dramatiker försöker styra in pjäserna för de yngsta i nya spännande fåror”. Dagens Nyheter. https://www.dn.se/arkiv/kultur/hogt-i-fantasitaket-pa-teatern-allt-fler-regissorer-och-dramatiker-forsoker-styra-in-pjaserna-for/. Läst 5 mars 2022.
5. ↑  Danjel Andersson (12 oktober 1999). ”Paradiset i förändring. I Dalateaterns uppsättning av Martin Lindbergs komedi vibrerar generositeten”. Dagens Nyheter. https://www.dn.se/arkiv/kultur/teater-paradiset-i-forandring-i-dalateaterns-uppsattning-av-martin-lindbergs-komedi-vibrerar/. Läst 5 mars 2022.
6. ↑  Ingegärd Waaranperä (7 april 2003). ”'Stormen' sveper in över landet”. Dagens Nyheter. https://www.dn.se/arkiv/kultur/stormen-sveper-in-over-landet/. Läst 5 mars 2022.